# Johann Fuchs (Politiker, 1912)
Johann Fuchs (* 21. Mai 1912 in Ruhmannsberg bei Wegscheid; † 24. November 1991 in Untergriesbach) war ein deutscher Politiker (NPD).

## Leben und Beruf
Fuchs absolvierte nach dem Besuch der Volksschule eine Lehre zum Steinmetz. Von 1929 bis 1932 war er arbeitslos. Nach kurzer Berufstätigkeit besuchte er von 1935 bis 1937 die Handelsschule und war anschließend als Ausbilder tätig. Ab Januar 1940 nahm er als Soldat am Zweiten Weltkrieg teil. Nach Kriegsende machte er sich als Handwerker in Untergriesbach selbständig. Nachdem er diese Tätigkeit 1956 aus gesundheitlichen Gründen aufgeben musste, arbeitete er als Hausverwalter.

## Politik
Im Frühjahr 1965 beteiligte sich Fuchs an der Gründung der NPD im östlichen Niederbayern. Er wurde Kreisvorsitzender der NPD in Passau und stellvertretender Bezirksvorsitzender in Niederbayern, wo er auch als Bezirksgeschäftsführer amtierte. Von 1966 bis 1970 gehörte er dem Bayerischen Landtag an.